# Tagliata d’Incanal

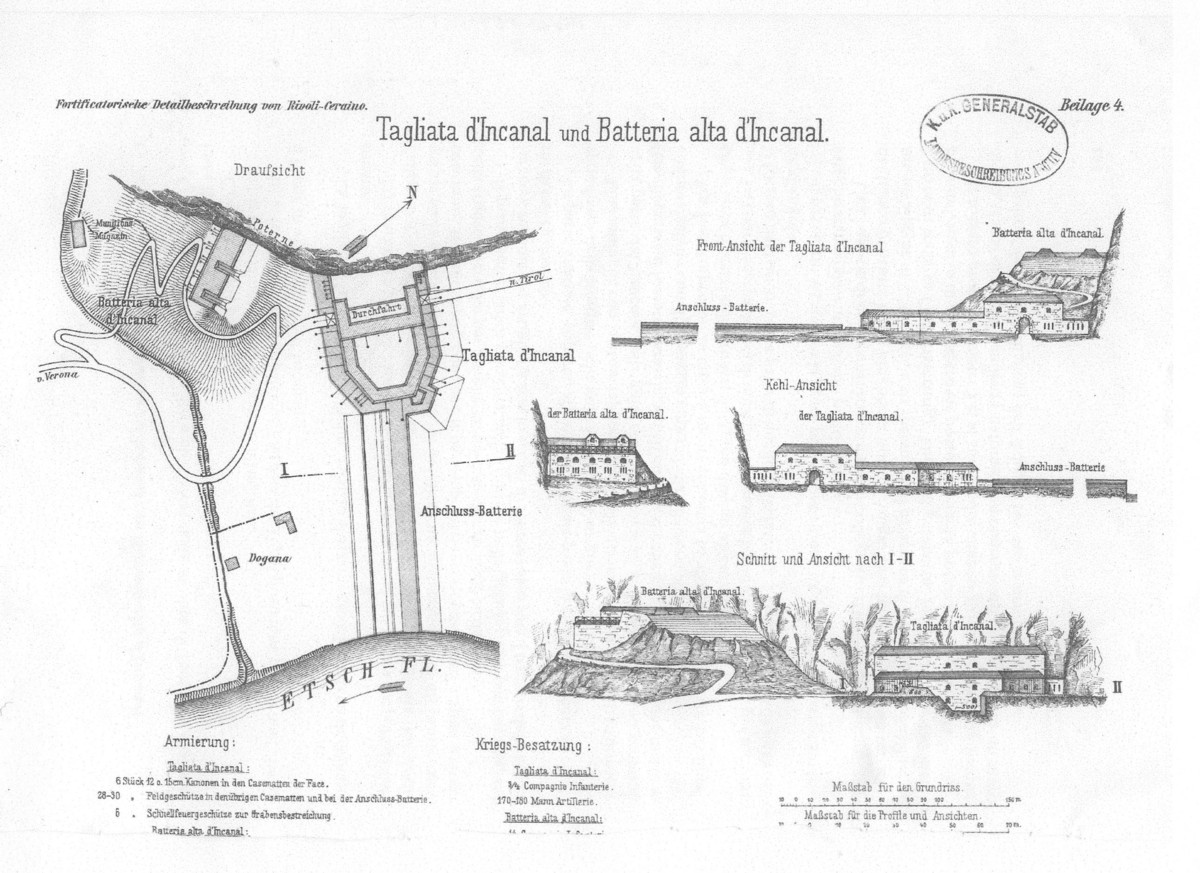
Plan der Straßensperre, erstellt durch das k.u.k. Evidenzbureau ca. 1889–1890

Das Bauwerk Tagliata d’Incanal (Straßensperre Incanal) mit der zugehörigen Annexbatterie „Batteria alta Incanal“ (Obere Batterie Incanal) wurde von der italienischen Armee erbaut und im Jahre 1884 fertiggestellt. 
Die Sperre wurde aus Veroneser Marmor errichtet, der mit einer Putzschicht überdeckt ist. Sie liegt in einer Höhe von 100 Metern über dem Meeresspiegel an der SP 11 (Strata provinziale – Provinzialsstraße) zwischen dem  Monte Cordespino und der Etsch. Dadurch war sie in der Lage, die Straße Incanal–Rivoli und den Raum rechts des Flusses nach Süden hin abzuriegeln. Sie war Teil der Festungsgruppe (Gruppo Rivoli) mit dem Forte San Marco und den ursprünglich von Österreich errichteten Forte Rivoli, Forte Ceraino, Forte Monte und der Straßensperre Chiusa. Das Gelände gehört zum Weiler Lubiara der Gemeinde Rivoli Veronese.
Die Sperre selbst bestand aus einem Torgebäude und einem jeweils links und rechts angefügten Verteidigungsabschnitt, flussseitig als Kasemattblock mit einem Innenhof gestaltet. Der bergseitige Anbau bestand nur aus zwei Sperrmauern  mit Gewehrscharten.
Von der rechten Flanke führte ein Graben zum Ufer der Etsch, Anschlussbatterie genannt. Dieser Graben führte außerdem um das gesamte Bauwerk. Er war trocken, ca. fünf Meter breiter und ca. vier Meter tief an der Front und an der Kehle des Torbaues konnte er auf einer Zugbrücke überquert werden.  Dieser Graben hatte  frontseitig eine senkrechte Wand, die rückwärtige Grabenwand war geböscht und von einem Erdwall überhöht. Hinter diesem Erdwall, der auch zur Deckung eventuell aufgestellter Feldgeschütze diente, verlief ein gedeckter Weg. Der Graben war zur Etsch hin offen, bei Hochwasser wurde er geflutet. An die rechte Face des Werkes war im ausspringenden Winkel der Kehle ein Kehlkoffer zur zusätzlichen Flankensicherung angebaut. Die Front verfügte über neun Kanonenscharten, davon sechs ebenerdig und drei erhöht im eigentlichen Torbau, sowie über zehn ebenerdige Gewehrscharten, alle im Torbereich. In der Kehle befanden sich acht Kanonenscharten und 15 Gewehrscharten in ähnlicher Anordnung. Sechs Kanonenscharten (zwei auf Grabenniveau, zwei auf Umgebungsniveau und zwei überhöht über der Poterne des Torbaus) deckten den Graben in Richtung zum Etschufer.
Etwas zurückgesetzt und überhöht lag an die Felsenwand angebaut die „Batteria alta d’Incanal“ als rückwärtiges, detachiertes Werk. Die Batterie verfügte über drei Feuerebenen, die unterste bestand aus 15 Gewehrscharten in Dreiergruppen, die mittlere aus fünf Geschützscharten und die oberste aus einem auf das Dach aufgelegten Wall mit zwei Hohltraversen zur Aufstellung von Feldgeschützen. 
Hinter der Batteria alta d’Incanal lag in gedeckter Position ein Munitionsbunker.

## Bewaffnung

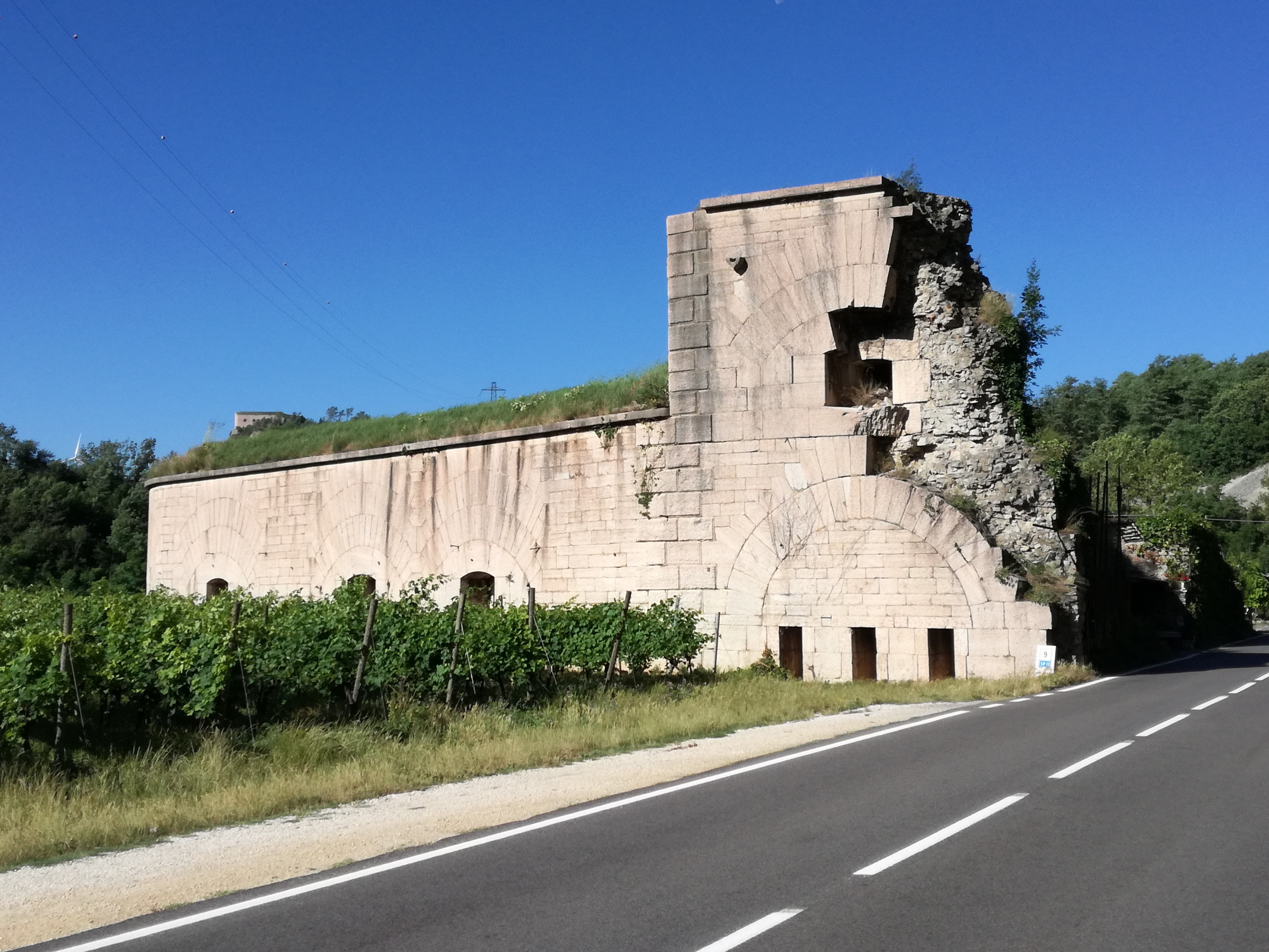
Frontansicht der Ruine im Hintergrund links Forte Rivoli

- Tagliata d’Incanal:

6 Kanonen vom Kaliber 120 oder 150 mm
12 Feldgeschütze
6 Schnellfeuergeschütze
- Anschlußbatterie:

16–18 Feldgeschütze
- Batteria alta d’Incanal

4–6 Hinterladergeschütze

## Heutiger Zustand
Bei der Verbreiterung der Straße (wahrscheinlich in den 1960er Jahren) wurde der Torbau bis auf den rechten Außenwandbereich abgebrochen. Der Kasemattenblock ist noch teilweise vorhanden, im rückwärtigen Bereich wurden jedoch ebenfalls große Teile niedergerissen. Von den bergseitigen Verteidigungsmauern stehen nur noch geringe Reste. Von dem Graben der Anschlussbatterie  ist nichts mehr vorhanden. Die Batteria alta d’Incanal ist zwar ruinös, aber in der Gesamtheit noch vollständig. Über den ehemaligen Graben der Verbindungsbatterie verläuft heute die Trasse der Brennerautobahn.

## Anmerkung
Die Planzeichnung wurde vom k.u.k. Evidenzbureau (Dienststelle für Feindaufklärung)  erstellt. Die Draufsicht entspricht nicht genau den tatsächlichen Gegebenheiten, da der Kasemattblock im Innenbereich nicht wie angegeben symmetrisch, sondern asymmetrisch gestaltet war.